# Jiří Lála
Jiří Lála (* 21. August 1959 in Tábor, Tschechoslowakei) ist ein ehemaliger tschechischer Eishockeyspieler, der unter anderem für die Frankfurt Lions, den Mannheimer ERC und den EV Regensburg spielte.

## Karriere
Er begann mit dem Eishockey 1969 bei den Junioren von Spartak Sobeslav, bevor er mit 15 Jahren 1974 zu Motor České Budějovice wechselte. Während seines Militärdienstes von 1980 bis 1982 spielte er für den Armeeklub Dukla Jihlava und kehrte danach nach Budweis zurück. Auch die Manager der NHL-Teams wurden auf ihn aufmerksam und so wurde er beim NHL Entry Draft 1982 von den Québec Nordiques in der vierten Runde als 76. ausgewählt, spielte aber niemals in Übersee. Nach 510 Spielen mit 297 Toren in Tschechien wechselte er 1989 nach Deutschland.
Auf Anhieb wurde er bei seinem neuen Verein Eintracht Frankfurt in der Bundesligasaison 1989/90 zum Topscorer und konnte dies im Jahr darauf wiederholen. In seiner dritten Spielzeit in der Bundesliga wechselte er zum Mannheimer ERC, für den er drei Jahre erfolgreich auf Punktejagd ging. Zur DEL-Saison 1994/95 kehrte er nach Frankfurt zurück, wo das Team inzwischen Frankfurt Lions hieß.
Nach einem Abstecher nach Großbritannien, wo er für die Ayr Scottish Eagles spielte, kehrte er 1997 nach Deutschland zurück und spielte für den ERC Selb und bis 2002 für den EV Regensburg, wo er im Januar 2002 Spielertrainer wurde und nach seinem Karriereende im Sommer 2002 bis 2006 als Sportmanager tätig war.
Seine Söhne Jiří Lála junior und Josef Lala waren ebenfalls Eishockeyspieler.

### International
Für die Tschechoslowakei spielte er in 203 Länderspielen, bei denen er 89 Tore erzielte. Er spielte bei den Weltmeisterschaften 1981, 1982, 1983, 1985 und 1986, wobei er 1985 die Goldmedaille gewann. Eine olympische Silbermedaille gewann er bei den Olympischen Winterspielen 1984 und auch bei den Winterspielen 1988 gehörte er zum Kader der Nationalmannschaft.

## Erfolge und Auszeichnungen
- 1990 Gustav-Jaenecke-Cup (Topscorer der Bundesliga)
- 1990 Fritz-Poitsch-Cup (Bester Torschütze der Bundesliga)
- 1990 All-Star-Team der Bundesliga
- 1990 Bester ausländischer Spieler der Bundesliga
- 1991 Gustav-Jaenecke-Cup
- 1991 Fritz-Poitsch-Cup
- 1991 All-Star-Team der Bundesliga
- 1993 Fritz-Poitsch-Cup
- 1993 All-Star-Team der Bundesliga
- 1997 Bester Torschütze und Topscorer der Superleague-Playoffs
- 2002 Eishockey-News-Spielerpreis

### International
- 1977 Bronzemedaille bei der Junioren-Weltmeisterschaft
- 1977 Silbermedaille bei der U18-Junioren-Europameisterschaft
- 1979 Silbermedaille bei der Junioren-Weltmeisterschaft
- 1981 Bronzemedaille bei der Weltmeisterschaft
- 1981 Bronzemedaille beim Canada Cup
- 1982 Silbermedaille bei der Weltmeisterschaft
- 1983 Silbermedaille bei der Weltmeisterschaft
- 1983 Bester Stürmer der Weltmeisterschaft
- 1984 Silbermedaille bei den Olympischen Winterspielen
- 1985 Goldmedaille bei der Weltmeisterschaft

## Karrierestatistik

### International
(Legende zur Spielerstatistik: Sp oder GP = absolvierte Spiele; T oder G = erzielte Tore; V oder A = erzielte Assists; Pkt oder Pts = erzielte Scorerpunkte; SM oder PIM = erhaltene Strafminuten; +/− = Plus/Minus-Bilanz; PP = erzielte Überzahltore; SH = erzielte Unterzahltore; GW = erzielte Siegtore; 1 Play-downs/Relegation; Kursiv: Statistik nicht vollständig)